# Charlotte Stuart, Ducesă de Albany

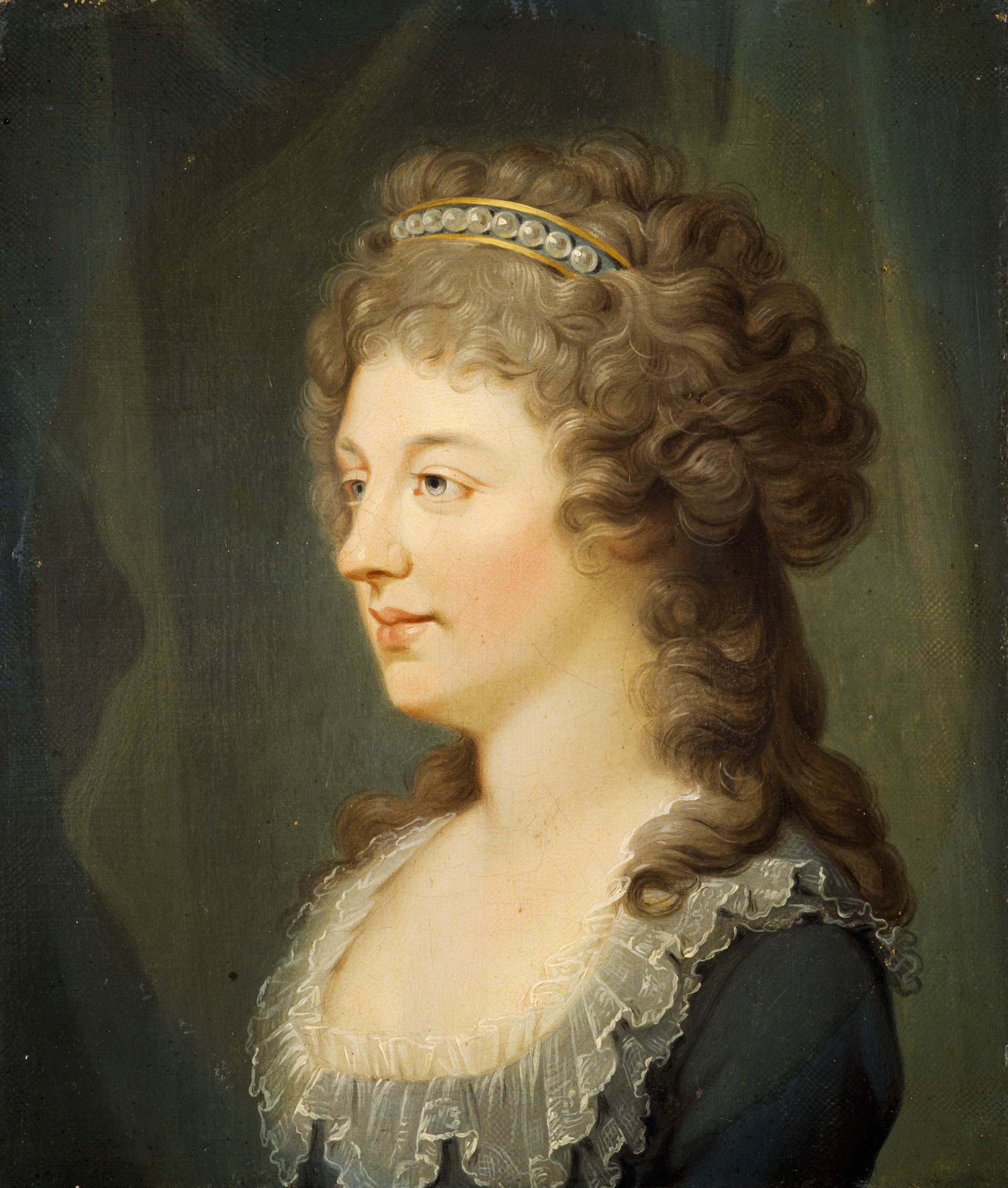
Charlotte Stuart de Hugh Douglas Hamilton, Scottish National Portrait Gallery

Charlotte Stuart, numită Ducesă de Albany (n. 29 octombrie 1743, Liege, Franța – d. 17 noiembrie 1789) a fost fiica nelegitimă a pretendentului iacobit Prințul Charles Edward Stuart și singurului lui copil care a supraviețuit copilăriei.

## Descendență regală
Charlotte Stuart s-a născut la 29 octombrie 1753 la Liège ca fiică a lui Charles și a amantei sale, Clementina Walkinshaw, pe care el o întâlnise în timpul rebeliunii iacobite din 1745. Clementina (1720–1802) era cea mai mică fiică din cele zece fiice ale lui John Walkinshaw de Barrowhill (1671–1731). Familia Walkinshaw deținea moșiile Barrowfield și Camlachie, și tatăl ei devenise un bogat comerciant. El era, de asemenea, un iacobit care luptase pentru tatăl Prințului în rebeliunea din 1715 și fusese capturat în Bătălia de la Sheriffmuir înainte să scape de la Castelul Stirling și să plece în Europa. În 1717 el a fost iertat de guvernul britanic și s-a întors la Glasgow, unde s-a născut mezina sa. Clementina a fost educată pe continent și mai târziu s-a convertit la romano-catolicism. În 1746, ea locuia în casa unchiului ei Sir Hugh Paterson la Bannockburn, în apropiere de Stirling. Prințul a ajuns acasă la Sir Hugh la începutul lui ianuarie 1746 unde a întâlnit-o pe Clementina. Având în vedere că ea locuia sub protecția unchiului ei, nu se consideră că cei doi au fost iubiți în acel moment.
După înfrângerea rebeliunii Prințului la Culloden în aprilie 1746, Charles a plecat din Scoția în Franța. În anii următori, el a avut o aventură scandaloasă cu verișoara lui primară în vârstă de 22 de ani, Louise de Montbazon (care era măritată cu prietenul lui bun și pe care a părăsit-o când a rămas însărcinată) și apoi cu Prințesa de Talmont, care avea peste 40 de ani. În 1752, el a auzit că la Dunkirk locuia Clementina care avea unele dificultăți financiare; el i-a trimis 50 de ludovici de aur ca s-o ajute. În noiembrie 1752, Clementina trăia cu Charles și i-a rămas amantă în următorii opt ani. Cuplul s-a mutat la Liège unde Charlotte, singurul lor copil, s-a născut la 29 octombrie 1753; a fost botezată în credința romano-catolică la Biserica Sainte Marie-des-Fonts.

## Separarea de tatăl ei (1760–1783)

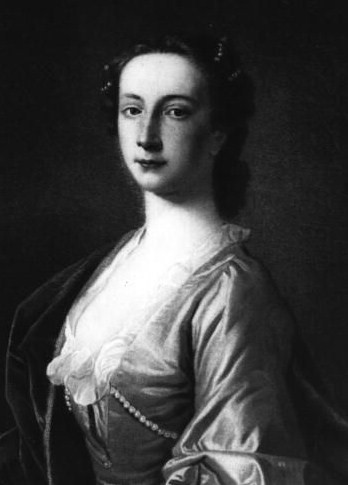
Clementina Walkinshaw c. 1760

Relația dintre prinț și amantă a fost dezastruoasă. Charles era deja un alcoolic deziluzionat atunci când au început să trăiască împreună, în scurt timp devenind violent și incredibil de posesiv față de Clementina. În 1760, când mama și fiica se aflau la Basel iar Clementina era sătulă de bețiile lui Charles și de stilul lor nomad, ea l-a contactat pe tatăl lui James Stuart (Bătrânul Pretendent) și și-a exprimat dorința de a asigura o educație catolică pentru Charlotte și să se retragă la o mănăstire. James a fost de acord să-i plătească o rentă de 10.000 de livre și, în iulie 1760, există dovezi care sugerează că a ajutat-o să scape de vigilentul Charles împreună cu fiica ei în vârstă de șapte ani, la o mânăstire din Paris. Ea a lăsat o scrisoare pentru Charles exprimându-și devotamentul ei pentru el, dar plângându-se că a trebuit să fugă de frică pentru viața ei.
Pentru următorii unsprezece ani, Clementina și Charlotte au continuat să trăiască în diferite mânăstiri franceze, susținute de cele 10.000 de livre acordate de James Stuart. Charles n-a iertat-o niciodată pe Clementina pentru că l-a deprivat de "copchilul său" și a refuzat cu încăpățânare să nu plătească nimic pentru sprijinul lor. La 1 ianuarie 1766 James a murit însă Charles (acum considerat Charles al III-lea al Scoției, Angliei și Irlandei), a continuat să refuze să le ajute, obligând-o pe Clementina să apeleze la fratele lui cardinalul Henry Stuart pentru asistență. Henry le-a acordat un venit de 5.000 de livre în schimbul unei declarații de la Clementina că ea n-a fost niciodată căsătorită cu Charles, declarație pe care mai târziu ea a retractat-o.
În 1772, Prințul, atunci în vârstă de 51 de ani, s-a căsătorit cu tânăra de 19 ani, prințesa Louise de Stolberg-Gedern (care era numai cu un an mai mare decât fiica lui Charlotte). Charlotte a început să-i scrie constant tatălui ei rugându-l cu disperare să o legitimizeze și să-i ofere sprijin. Charles a cedat și a chemat-o la Roma, la Palazzo Muti - reședința din exil a Stuarzilor - dar numai cu condiția ca o va lăsa pe mama ei în Franța. Aceasta a refuzat și furiosul Charles a întrerupt toate discuțiile.
Spre sfârșitul anului 1772, Clementina și Charlotte au apărut pe neașteptate la Roma încercând să-și apere cauza în persoană. Prințul a refuzat să le vadă forțându-le să se întoarcă în Franța fără nici un ajutor, de unde Charlotte a continuat să-i scrie tatălui ei. Trei ani mai târziu, Charlotte, deja cu o sănătate în stare precară, a decis că singura opțiune este să se căsătorească cât mai curând posibil. Totuși Charles a refuzat să-i dea permisiunea.
Astfel, neputând să se căsătorească, ea a căutat un protector. A devenit amanta lui Ferdinand Maximilien Mériadec de Rohan, arhiepiscop de Bordeaux și Cambrai. Ferdinand de Rohan - înrudit prin sânge de casa Stuart, precum și casele de Bourbon și Lorena - nu putea să se căsătorească, intrând în rândul Bisericii ca tânăr fiu al unei familii nobile. Cu el ea a avut trei copii: două fiice, Marie Victoire și Charlotte și un fiu, Charles Edward. Când în cele din urmă Charlotte a părăsit Franța pentru Florența ea și-a încredințat copiii în grija mamei; se pare că puțini știau de existența acestora și cu siguranță tatăl ei nu știa.

## Împăcarea

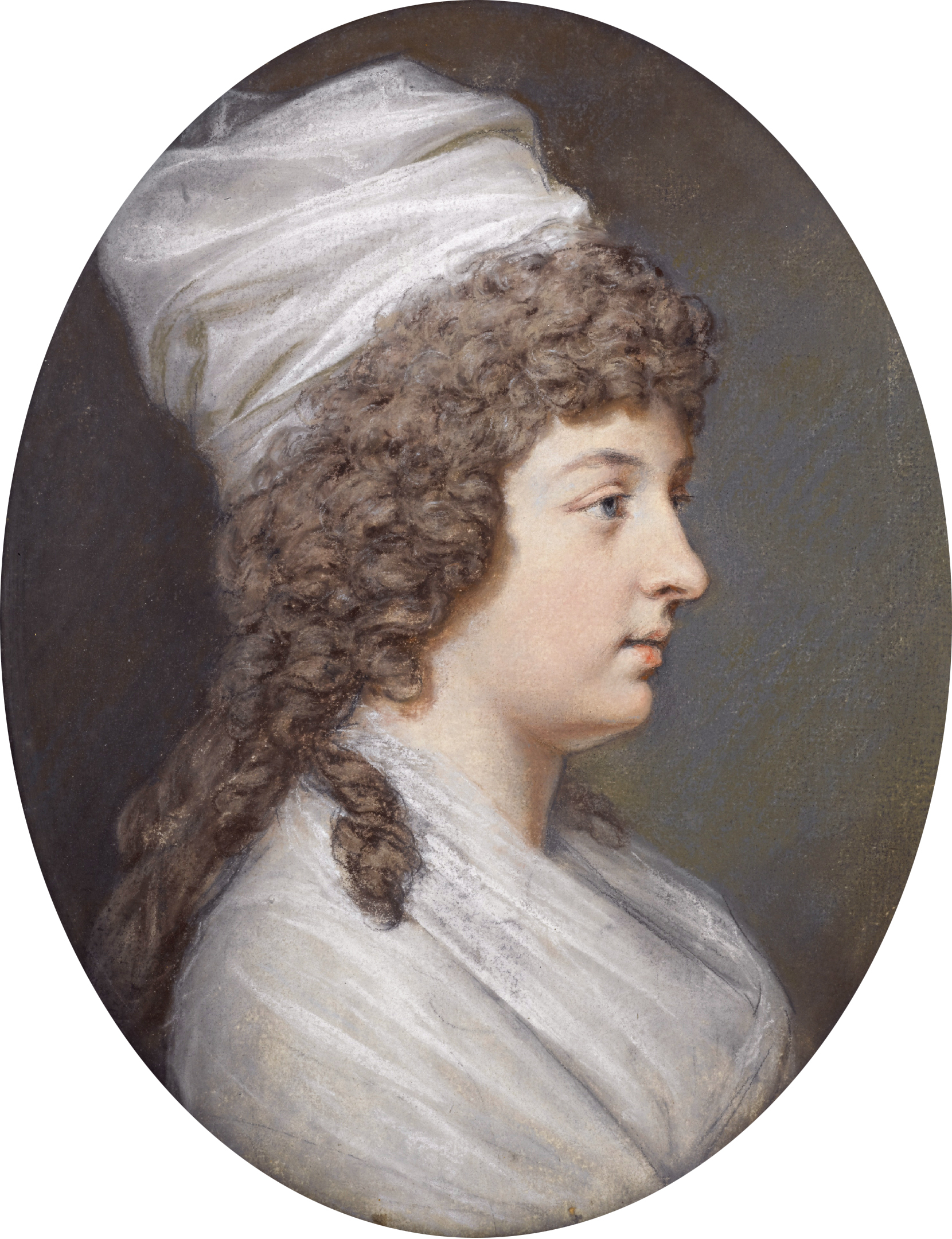
Charlotte Stuart

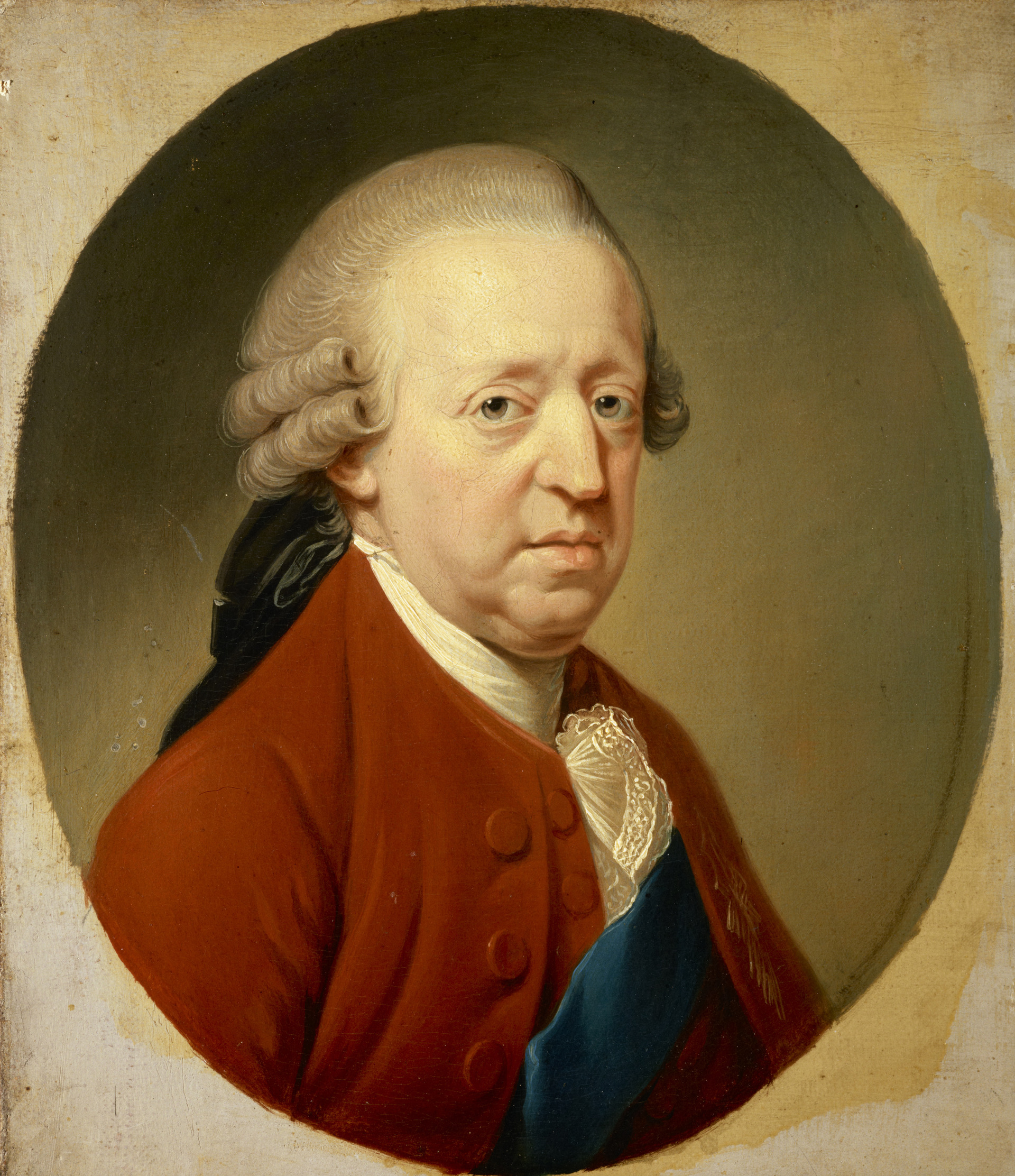
Charles Stuart în 1775

Numai după ce mariajul lui fără copii cu Louise a luat sfârșit și Charles a căzut grav bolnav, și-a îndreptat atenția spre Charlotte. Ea avea acum treizeci de ani și nu-și văzuse tatăl de la șapte ani. La 23 martie 1783, el și-a modificat testamentul făcând-o moștenitoarea lui și o săptămână mai târziu a semnat actul de legitimare. Acest act, prin care o recunoștea ca pe fiica sa naturală și care îi dădea dreptul să-i moștenească moșiile, a fost trimis regelui Ludovic al XVI-lea al Franței. Regele a confirmat actul și l-a înregistrat în Parlamentul de la Paris însă abia la 6 septembrie 1787.
În iulie 1784, separându-se legal de Louise, Charles a mutat-o pe Charlotte la Florența, unde își avea el reședința atunci și, în noiembrie a instalat-o la Palazzo Guadagni ca Ducesă de Albany. Cu toate acestea, fiind nelegitimă la naștere, Charlotte nu avea nici un drept de succesiune la pretenția Stuarților la tronul britanic.
Când Charlotte a ajuns să locuiască cu tatăl ei în 1784, el era un alcoolic suferind.  Ea a constatat starea lui fizică dezgustătoare și că suferea de degenerare mintală. A introdus-o pe Charlotte în societate permițând-i să poarte faimoasele bijuterii ale mamei sale. Charlottei îi era foarte dor de mama ei (ea a sperat în van că Charles îi va permite să vină la Roma) și de copii ei, scriindu-i mamei ei 100 de scrisori într-un singur an. De asemenea, ea se temea că Rohan își va lua altă iubită; toate aceste lucruri sunt dezvăluite în scrisorile ei în timp ce aștepta moartea lui Charles.
În decembrie 1785, ea a apelat la ajutorul lui Henry Stuart pentru a-l duce pe Charles înapoi la Palazzo Muti din Roma. Acolo, Charlotte a fost îngrijitoarea și însoțitoarea tatălui ei și a făcut cea putut mai bine pentru a-i face viața suportabilă până când a murit din cauza unui accident vascular cerebral doi ani mai târziu (31 ianuarie 1788). Sacrificiul ei pentru el a fost considerabil, ea a fost sfâșiată între o afecțiune evidentă pentru tatăl ei pe de o parte și pe de altă parte pentru mama ei și pentru cei trei copii rămași la Paris.
Charlotte a supraviețuit tatălui ei numai 22 de luni și nu și-a mai revăzut copiii niciodată. La 9 octombrie 1789, ea a ajuns la Palazzo Vizzani Sanguinetti (astăzi Palazzo Ranuzzi) în Bologna, casa prietenei ei, marchiza  Giulia Lambertini-Bovio. A murit la vârsta de 36 de ani de cancer la ficat (17 noiembrie 1789). În testamentul scris cu doar trei zile înaintea morții, Charlotte a lăsat mamei ei suma de 50.000 de livre plus o sumă anuală de 15.000 de livre. Totuși Henry Stuart, executorul ei, și acum considerat de iacobiți a fi regele Henric al IX-lea, nu a trimis banii; Clementina semnase, contra unei compensații, o declarație prin care renunța în numele ei și a descendenților ei la orice pretenție viitoare asupra averii.
Charlotte a fost înmormântată la biserica din San Biagio, aproape de locul unde a murit.